# Tarz
Tarz (turško Tarsus, hetitsko Tarsa, grško Ταρσός, Tarsós, armensko Տարսոն Tarson, hebrejsko תרשיש Ṭarśīś, arabsko طَرَسُوس‎ Ṭarsūs) je zgodovinsko mesto v južni osrednji Turčiji približno 20 km severno od sredozemske obale. Je del adansko-mersinskega mestnega področja in s tremi milijoni prebivalcev četrto največje mesto v Turčiji. Tarz je upravno središče vzhodnega dela province Mersin.
Zgodovina mesta je dolga 6.000 let. Dolgo časa je bil pomembna trgovska postaja in središče več civilizacij. V Rimskem cesarstvu je bil upravno središče province Kilikije, prizorišče prvega srečanja Marka Antonija in Kleopatre in rojstno mesto apostola Pavla.

## Geografija
Nahaja se na ustju reke Berdan (antični Kidnus), ki se izliva v Sredozemsko morje. Stoji na stičišču kopenskih in morskih poti, ki povezujejo kiliško nižino (Çukurova), osrednjo Anatolijo in Sredozemsko morje. Podnebje je značilno za sredozemsko regijo z zelo vročimi poletji in hladnimi, vlažnimi zimami. 
Tarz ima dolgo trgovsko zgodovino in je še danes trgovsko središče za proizvode iz kiliške nižine. Je tudi uspešno industrijsko središče z rafinerijo in proizvodnjo kmetijskih strojev, rezervnih delov, tekstila, predelavo sadja, opeke in keramike.
Pomemben vir dohodka je kmetijstvo. Polovica zemljišč v okrožju so kmetijska zemljišča (1.050 km²), na večini drugega dela zemljišč pa so gozdovi in sadovnjaki. Kmetijske površine so večinoma dobro namakane, gnojene in urejene z najsodobnejšo opremo.

## Ime
Antično ime Tarsos izhaja iz njegovega hetitskega imena Tarsa. Slednje morda izhaja iz imena poganskega boga Tarkuja. Hetiti so bili med najstarejšimi naseljenci v regiji. Prvič je bil omenjen kot Tarisi v akadskem besedilu iz novoasirskega obdobja. V helenističnem obdobju se je imenoval Antiohija na Kidnu (grško Αντιόχεια του Κύδνου, latinsko Antiochia ad Cydnum), da bi se razlikoval od sirske Antiohije. V rimskem obdobju je bil znan tudi kot Juliopolis (Rimsko cesarstvo), Darson (Zahodna Armenija) in Tarson (Vzhodna Armenija).

## Zgodovina

### Antika

#### Ustanovitev in prazgodovina
Izkopavanja gomile Gözlükule so razkrila prazgodovinski razvoj Tarza, ki se je začel v neolitiku in se nadaljeval neprekinjeno do bakrene in zgodnje bronaste dobe.
Naselje je stalo na križišču pomembnih trgovskih poti, ki so povezovale Anatolijo in Sirijo. Ruševine starega mesta prekriva sodobno mesto, zato se jih je arheologija komaj dotaknila. Mesto je morda semitskega izvora. Prvič se omenja kot Tarisi v novoasirskih zapisih o pohodih kralja Asarhadona in večkrat v zapisih Šalmaneserja I. in Sanheriba. Slednji je mesto obnovil. Grška legenda, ki ga povezuje s spominom na asirskega kralja Sardanapalusa (Asurbanipal), je še vedno ohranjenega v Dunuk-Tachu v zako imenovani "Sardanapalusovi grobnici" neznanega izvora.
Štefan Bizantinec navaja legendo Atenodorja iz Tarza, ki pravi:
Hči titana Japeta Anhiale je ustanovila Anhiale (mesto v bližini Tarza). Njen sin je bil Kidnus, ki je dal ime reki. Njegov sin je bil Partenij, po katerem je mesto dobilo ime Partenija, ki se je nazadnje spremenilo v Tarz.
Velik del legend o ustanovitvi Tarza se je pojavil že v rimski dobi in nobena ni zanesljiva. Geograf Strabon navaja, da so Tarz ustanovili kolonisti iz Argosa, ki so raziskovali sredozemsko obalo. Druga legenda pravi, da je Belerofont, sin korintskega kralja Glavka, padel s krilatega konja Pegaza. Pri padcu si je poškodoval nogo in mesto je dobilo ime tar-sos (podplat stopala). Med drugimi kandidati za legendarnega ustanovitelja mesta sta Perzej in Triptolem, sin boginje zemlje Demetre, nedvomno zato, ker je ozemlje okoli Tarza zelo primerno za kmetijstvo. Na kasnejših tarških kovancih je bila podoba Herkula, ki je bil v ujetništvu lokalnega boga Sandona. Tarz bi lehko bil istoveten s svetopisemskim Tarsisom, kamor je nameraval pobegniti prerok Jon. Svetopisemski Tarsis je bolj verjetno istoveten s Tartezom v Španiji. 

#### Zgodnja antika, Grčija in Perzija
V zgodovinskem obdobju so v mestu prvi vladali Hetiti. Sledili so jim Asirci in njim Perzijci. V perzijskem obdobju je bil Tarz od leta 400 pr. n. št. glavno mesto satrapije Kilikije. Ksenofont omenja, da je leta 401 pr. n. št., ko je bil Kir Mlajši na pohodu v Babilonijo, v mestu v imenu perzijskega monarha vladal kralj Sienezis.
V obdobju, ko je bil mestni zavetnik bog Sandon, je v mestu najmanj do 3. stoletja n. št. stal njegov velik kip. Na kovancih iz tistega časa je upodobljen Sandon, stoječ na krilatem rogatem levu. Domneva se, da je lev svetega Marka na stebru na Piazza San Marco v Benetkah, najverjetneje lev z enega od spomenikov v Tarzu.
Leta 333 pr. n. št. je skozi mesto šel Aleksander Veliki in skoraj umrl po kopanju v Kidnu. V tistem času je bil Tarz že pod močnim grškim vplivom. V selevkidskem obdobju se je še bolj heleniziral. Strabon hvali njegovo kulturno raven, predvsem njegove filozofe, pesnike in jezikoslovce. Šole v Tarzu so se lahko kosale s šolami v Atenah in Aleksandriji. Druga knjiga Makabejcev (4:30) omenja upor proti Antiohu IV. Epifanu, ker je mesto preimenoval v Antiohija na Kidnu. Ime se zaradi številnih mest z enakim imenom ni prijelo. Mestna knjižnica je v tistem času posedovala 200.000 knjig, vključno z obsežno zbirko znanstvenih del.

#### Rimsko obdobje
Pompej je leta 67 pr. n. št. najprej uničil kiliške pirate in zatem zasedel Tarz, ki je postal glavno mesto rimske province Kilikije. Zaradi prilizovanja Juliju Cezarju se je nekaj časa imenoval Juliopolis. V Tarzu sta srečala Kleopatra in Mark Antonij, leta 41 pr. n. št. pa je bil prizorišče praznovanj med gradnjo njunega ladjevja. 
V rimskem obdobju je bil Tarz tudi pomembno intelektualno središče s svojo akademijo. Eden od najslavnejših učencev je bil filozof Atenodor Kananit, vzgojitelj prvega rimskega cesarja Avgusta. Njegov položaj je mestu zagotovil stalno podporo Rimskega cesarstva. 
Po delitvi province Kilikije je Tarz ostal civilno in versko središče Prve KIlikije. Bil je veliko mesto s palačami, tržnicami, cestami in mostovi, kopališči, fontanami in vodometi, gimnazijo in stadionom. Kasneje ga je prehitela bližnja Adana, a je še vedno ostal pomembno pristanišče in ladjedelnica. V njem je bilo interniranih več rimskih cesarjev: Mark Klavdij Tacit, Maksimin II. in Julij Odpadnik, ki je nameraval v Tarz preseliti svojo prestolnico, če bi se živ vrnil s pohoda v Perzijo.
- Tempelj v Tarzu, eden od najpomembnejših v antičnem obdobju
- Fragment kipa iz terakote
- Rimska cesta
- Kleopatrina vrata

### Krščansko in bizantinsko obdobje
Tarz je mesto, v katerem se je, po Apostolskih delih, na začetku našega štetja rodil Savel iz Tarza. Odraščal je v Jeruzalemu. Bil je rimski državljan. Po srečanju s Kristusom se je spreobrnil, se preimenoval v Pavla in se vrnil v Tarz. Po približno osmih letih ga je Barnaba zvabil v sirsko Antiohijo.
V Tarzu je takrat verjetno že obstajala krščanska skupnost, čeprav je prvega škofa, Helena, dobil šele v 3. stoletju. V mestu je bilo usmrčenih veliko mučencev, med njimi sveta Pelagija, Bonifacij, Marin, Diomed, Kirik in Julita.
Mesto je bilo kljub temu do vladavine Julijana Odpadnika (vladal 361-363) pretežno pogansko. Po njegovi smrti na pohodu proti sasanidski Perziji je bil pokopan ob mestnem obzidju nasproti tetrarha Maksimina Daja.
Bizantinski cesar Justinijan I. (vladal 527–565) je v mestu opravil velika javna dela, spremenil tok reke in obnovil most. Proti koncu vladanja je mesto trpelo zaradi upora modre hipodromske frakcije.
Podzemna jama v Tarzu je ena od številnih prizorišč legende o Sedem spečih dečkov iz Efeza, ki je znana tako v krščanstvu kot v islamu.

#### Škofija
Prvi dokumentirani tarški škof, Helen, je zaradi spora s škofom Pavlom Samosatskim večkrat odšel v Antiohijo. Le Quien omenja dvaindvajset tarških škofov, med katerimi je več legendarnih. Od 6. stoletja je imel tarški sedež metropolije sedem sufraganskih škofij.
Grška nadškofija, ponovno omenjena v 10. stoletju, še vedno obstaja kot del Antioškega patriarhata.
Proti koncu 10. stoletja so svojo škofijo ustanovili tudi Armenci. Najvidnejši predstavnik armenske cerkve je bil sveti Nerses Lambronski iz 12. stoletja.
Tarz je sedež naslovne metropolije latinske, maronitske in melkitske katoliške cerkve.

### Srednji vek
Po muslimanski osvojitvi  Levanta v 630. letih je mesto prvič prišlo v stik s silami Rašidunskega kalifata. Nejasno je, kdaj so mesto prvič zasedli Arabci, jasno pa je, da je bila Kilikija vse do začetka 8. stoletja predmet sporov med Bizantinci in novim kalifatom. Po podatkih v muslimanskih virih je bizantinski cesar Heraklij (vladal 610–641) namerno umaknil prebivalstvo in opustošil ozemlje med Antiohijo in Tarzom, da bi ustvaril prazno nikogaršnje ozemlje med obema imperijema.
Porušeni Tarz je bil šele v zgodnjem abasidskem obdobju ponovno naseljen in okrepljen, tokrat kot utrdba v utrjenem območju al ʿAwāṣim, ki je segalo od Tarza na severozahodu do Malatye in služilo kot zbirno središče za pohode proti Bizantinskemu cesarstvu.  Prvi poskus obnove je izvedel al-Hasan ibn Kahtaba al-Tai leta 778/779. Poskus mu ni uspel. Mesto je na ukaz kalifa Haruna al-Rašida (vladal  786–809) povsem obnovil Faradž ibn Sulaim leta 787/788.
V znova utrjenem mestu je dobilo domove in zemljo 3.000 Horasancev in 2.000 Sircev, po 1.000 iz Antiohije in al-Masise. Zdi se, da so mesto kmalu zatem na prelomu stoletja zasedli Bizantinci in ga obdržali do abasidske državljanske vojne (četrta fitna, 809-827). Po letu  830  je bilo mesto ponovno pod muslimansko oblastjo. Kalif al-Mamun (vladal 813-833) je imel v Tarzu bazo za pohode proti Bizantinskemu cesarstvu.
Odtlej je bil Tarz vse do ponovne bizantinske osvojitve v 10. stoletju eno glavnih središč svete vojne ( džihad) proti Bizantinskemu cesarstvu. Vsakoletni pohodi (ṣawāʿif) muslimanov skozi Kilikijska vrata so trajali do zime, ko prehod zaradi snega ni bil mogoč. Na pohode niso odhajale samo lokalne garnizije iz obmejnega območju al-ʿAwāṣim, ki so se vzdrževale z lokalnimi davki in velikodušnimi prispevki kalifata, ampak tudi številni prostovoljci islamske vere (mudžahidi ali gaziji). Tarz je ostal pod neposredno muslimansko oblastjo do leta 878/879, ko je egiptovski vladar Ahmed ibn Tulun širši kilikijski regiji podelil avtonomijo. Lokalni guverner Yazaman al-Khadim je leta 882 mesto vrnil pod neposredno oblast Bagdada, a je bil 890. letih prisiljen, da ponovno prizna oblast Tulunidov. Tulunidi so obmejno ozemlje posedovali do smrti Ibn Tulunovega naslednika Kumaravajha, potem pa je prišlo pod neposredno oblast kalifa al-Mu'tadida (vladal 892–902). Oblast Abasidov je trajala štiri desetletja. Sledilo je kratko vmesno obdobje vladavine Ikšididoka (946-947). Muslimanska oblast v mestu se je končala leta 965, ko ga osvojil bizantinski cesar Nikefor II. Fokas (vladal 963–969). Pod muslimanskimi guvernerji je v Tarzu stalno delovala kovnica denarja.
Pogoji vdaje mesta so dovoljevali muslimanom odnesti toliko premoženja, kot so ga lahko nosili. Veliko beguncev se je naselilo v Banijasu, Sirija. Večina tistih, ki so ostali, se je pokristjanila. Mošeje so podrli ali jih uporabili kot konjušnice. Mesto je ostalo pod bizantinsko oblastjo do leta 1085, potem pa je postalo predmet sporov med latinskimi križarji, Bizantinci (1137-1172), Seldžuki in Armenci Armenskega kraljestva Kilikija. Od leta 1080 do 1198 je bilo prestolnica Kneževine KIlikije. Armenci so vladali do leta 1359, ko so mesto zasedli Ramanidi. Leta 1516 je med vladanjem sultana Selima I. prišlo pod osmansko oblast.
Tarz je v celem srednjem veku slovel po celem Bližnjem vzhodu. Več arabskih piscev ga je opisalo kot lepo in dobro branjeno mesto z obzidjem v dveh nadstropjih in petimi mestnimi vrati, zemljenimi okopi in bogatimi polji, namakanimi iz jezera in reke. Popotnik Evlija Čelebi ga je leta 1671 opisal kot 
"mesto na ravnini, oddaljeno eno uro hoda od morja, obdano z močnim dvonadstropnim obzidjem in jarkom okoli cekega mesta in tremi soseskami znotraj obzidja".

### Osmansko in sodobno obdobje
V osmanskem obdobju je Tarz najprej spadal v Alepski ejalet. Po osmanski osvojitvi Cipra leta 1571 je postal sedež sandžaka (podprovince) Ciprskega ejaleta. Leta 1608 je postal okraj (kaza) Adanskega sandžaka.
Tarz so leta 1832 kljub izvrstnim obrambnim utrdbam osvojili Mameluki in ga obdržali osem let. V tem času so v okolici mesta začeli gojiti bombaž. Po vrnitvi pod osmansko oblast je bombaž zelo okrepil lokalno gospodarstvo, ker so bile dobave bombaža zaradi ameriške državljanske vojne zelo okrnjene. Do pristanišča v Mersinu je bila zgrajena nova cesta, ki je pospešila razvoj mesta. Ko so pristanišče proti koncu 19. stoletja začeli zanemarjati, Tarz ni več imel dostopa do morja, delta pa se je spremenila v močvirje. Spremenil se je v značilno turško mesto s turško, grško in armensko skupnostjo. Po ustanovitvi Turške republike so v 1920. letih močvirje izsušili. Reko Berdan so zajezili in zgradili hidroelektrarno. Namakalni sistemi ter mreža cest in železnic so ponovno oživili mestno gospodarstvo, zlasti tekstilno industrijo.

## Mestne znamenitosti
V Tarzu je veliko zanimivih krajev. Med njimi je veliko takih, ki potrebujejo obnovitev in dodatne raziskave. Med najbolj znane spadajo:
- Kleopatrina vrata na zahodni strani mesta so edina obstoječa antična mestna vrata; skoznje je leta 41 pr. n. št. prišla Kleopatra
- Justinijanov Rimski most čez reko Berdan, ki je še vedno v dobrem stanju
- Mestni muzej, ki poseduje veliko zbirko antičnih kovancem in nekaj mumificiranih rok
- rimska cesta severno od mesta
- rimska cesta v samem mestu
- Kızlar Kalesi, ruševine srednjeveškega gradu

Verska in romarska mesta:
- cerkev svetega Pavla in vodnjak, zdaj muzej; priložnostno se v cerkvi še vedno mašuje
- mošeja z domnevno grobnico preroka Danijela
- s Tarzom je povezana tudi zgodba o krilatem konju Pegazu

Iz turškega obdobja:
- Velika mošeja, pokrita tržnica Kırkkaşık Bedesten in mošeja Bilal Habeşi
- staro kopališče s temno rjavimi madeži po stenah; madeži naj bi bili kri šaha Merana, umorjenega v kopališču
- Ameriški kolegij, ustanovljen v osmanskem obdobju, ki je še vedno dejaven
- polagalka min "Nusret", ki je med bitko za Galipoli branila morsko ožino; ladja je del spominskega parka padlih v bojih

Naravne znamenitosti:
- slap, ki je zaradi zajezitve reke in izgradnje namakalnih kanalov viden samo v zelo deževnem obdobju
- gozd Karabucak, priljubljeno mesto za piknike nekaj kilometrov od mestnega središča

## Galerija
- Kazemata Ibrahim paše
- Rimska cesta
- Slap na Berdanu
- Ameriški kolegij
- Šahmaranov kip (mitologija)
- Ruševine mošeje Makam-ı Danyal
- Stara mošeja, preurejena iz cerkve
- Bazar Kırkkaşık